# Маковье (Глазовский сельсовет)
Маковье (бел. Макаўе) — упразднённый посёлок в Глазовском сельсовете Буда-Кошелёвского района Гомельской области Белоруссии.

## География

### Расположение
В 8 км на юг от районного центра и железнодорожной станции Буда-Кошелёвская (на линии Жлобин — Гомель), 45 км от Гомеля.

### Гидрография
На востоке мелиоративные каналы.

## Транспортная сеть
Транспортные связи по просёлочной, затем автомобильной дороге Буда-Кошелёво — Гомель. Застройка деревянная усадебного типа.

## История
Основан в начале XX века переселенцами с соседних деревень. Наиболее активная застройка приходится на 1920-е годы. В 1926 году в Глазовском сельсовете Уваровичского района Гомельского округа. В 1930 году жители посёлка вступили в колхоз. На фронтах Великой Отечественной войны погибли 10 жителей. В 1959 году в составе колхоза «Новая жизнь» (центр — деревня Глазовка).

## Население

### Численность
- 2004 год — 3 хозяйства, 4 жителя.

### Динамика
- 1926 год — 11 дворов, 71 житель.
- 1959 год — 59 жителей (согласно переписи).
- 2004 год — 3 хозяйства, 4 жителя.